# Hath
Hath, Hasta, Etto, war ein indisches Längenmaß. Es war in den Regionen zu den kleineren Maßen unterschiedlich.
Bengalen
- 1 Hath = 2 Big hats = 24 Angullis/Unguelles = 72 Corbes = 0,45719 Meter
  - 1/24 Hath = 3 Corbes = 1 Unguelle = 19,05 Millimeter

Bombay
- 1 Hath = 16 Tussohs = 0,45719 Meter

Britisch-Indien (Ostindien)
- 1 Hath = 12 Spannen = 144 Doigts = 0,5197 Meter

Anmerkung: Nicht identisch mit dem türkischen Längenmaß Hat für Strich.